# John Moncur
Pour les articles homonymes, voir Moncur.
John Frederick Moncur, couramment appelé John Moncur, est un footballeur anglais, né le 22 septembre 1966 à Stepney, Londres. Évoluant au poste de milieu de terrain, il est principalement connu pour ses saisons à Tottenham Hotspur, Swindon Town et West Ham United.

## Biographie

### Carrière de joueur
Natif de Stepney, Londres, il est formé à Tottenham Hotspur où il devient professionnel en 1984. Mais, cantonné à un rôle de remplaçant, il ne joue que 21 matches pour un but marqué en huit saisons pour les Spurs. Il connaît par ailleurs plusieurs prêts, à Doncaster Rovers, Cambridge United, Portsmouth, Brentford et Ipswich Town, avant que Glenn Hoddle, le manager de Swindon Town, ne le fasse signer pour 80 000 £ en 1992.
Il joue son premier match pour les Robins le 4 août 1992 comme remplaçant pour une victoire 1-0 contre Port Vale et comme titulaire, quatre jours plus tard, pour un match nul 1-1 à Millwall.
Il devient rapidement un élément important de l'équipe, démarrant la saison suivante comme titulaire indiscutable avant qu'une blessure ne le prive d'une grande partie de la saison, ne participant qu'à 14 rencontres finalement. Rétabli pour les play-offs de la fin de saison, il s'impose face à son coéquipier Micky Hazard (en), il inscrit notamment un but en demi-finale face à Tranmere Rovers et aide ainsi son club à atteindre et à remporter la finale jouée à Wembley contre Leicester City.
Lors de la saison 1993-94, la première (et jusqu'à présent la seule) de Swindon Town en Premier League, Moncur est un pilier de l'équipe, ne manquant d'un seul match de la saison. Il inscrit d'ailleurs le tout premier but des Robins en Premier League, un coup franc de 25 mètres, lors de la première journée (défaite 1-3 contre Sheffield United).
Lors de cette saison, il se retrouve impliqué dans une altercation avec Éric Cantona, qui finit par le piétinier, ce pour quoi le joueur français recevra un carton rouge. À la fin de la saison, Swindon Town est relégué mais Moncur signe pour West Ham United pour 1 000 000 £. Les Hammers l'ont recruté afin de renforcer leur milieu de terrain et pense avoir une paire complémentaire en positionnant Moncur à côté de leur joueur Ian Bishop (en).
Il marque son premier but pour West Ham United le 2 octobre 1994 pour une victoire 2-1 à l'extérieur contre Chelsea. Il finit sa première saison avec 3 buts inscrits pour 35 apparitions. Malgré un statut plus souvent de remplaçant que de titulaire, il est devenu un joueur culte auprès des supporteurs d'Upton Park grâce à son engagement sans faille sur le terrain, à sa capacité à sortir de temps à autre des actions d'éclats ainsi qu'à son attitude sympa et drôle en dehors du terrain. Une indication de sa popularité a été donnée lors d'un derby à l'extérieur contre Tottenham Hotspur le 24 avril 1999. Face à son club formateur, Moncur est exclu pour deux cartons jaunes dont le deuxième consécutivement à une vilaine faute. Malgré son expulsion, lors de sa sortie du terrain, il est ovationné par les supporteurs des Hammers et il leur répond en serrant les poings. West Ham remporte finalement le match 2-1.
Un autre moment mémorable se produit lors de la victoire 5-4 contre Bradford City à Upton Park en 2000. Moncur inscrit un but d'une frappe hors de la surface (ce sera d'ailleurs le dernier but de sa carrière), et retire son maillot pour célébrer son but face aux supporteurs. Lorsque le match reprend à la suite de son but, il n'a pas encore réussi à remettre son maillot et les joueurs de Bradford City arrivent à marquer directement sur l'engagement alors qu'il n'a pas repris le jeu, n'arrivant pas à se dépêtrer de son maillot.
Son dernier match a lieu le 19 janvier 2003 pour une défaite 1-3 contre Arsenal à Highbury. À la fin de cette saison, West Ham United est relégué et Moncur décide de prendre sa retraite après 10 saisons consécutives dans l'élite du football anglais.
John Moncur est un fervent chrétien, ayant découvert la foi durant sa carrière. Il s'en était approché alors dans le but de calmer son agressivité. Il a deux fils qui sont aussi footballeurs professionnels, jouant milieux de terrain : George, né en 1993, formé à Tottenham Hotspur et à West Ham United, ayant joué principalement pour Colchester United et pour l'Angleterre U18, et Freddy (en), né en 1996, ayant joué pour Leyton Orient.